# Dolbogene
Dolbogene este un gen de molii din familia Sphingidae. 

## Speciei
- Dolbogene hartwegii - (Butler 1875)